# دبیرستان ادب
دبیرستان شهدای ادب یا دبیرستان ادب از دبیرستان‌های قدیمی ایران در شهر اصفهان است و اولین دبیرستان ایران به‌شمار می‌آید که توسط کشیش و پزشک رابرت بروس در حدود دهه۱۲۴۰ تأسیس و در ۱۲۴۹، در محله جلفای اصفهان به عنوان مدرسه دارای دبیرستان شد و سپس رسماً کالج شد

## تاریخچه
دبیرستان ادب توسط رابرت بروس انگلیسی در حدود سال ۱۲۴۹ (خورشیدی)/(۱۸۷۰ میلادی) رسماً در محله جلفای اصفهان بنیان نهاده و افتتاح شد. البته در بین سالهای ۱۲۴۰ تا ۱۲۴۹ مدرسه برپا شده بود ولی به‌عنوان مدرسه کلیسا شناخته می‌شد. دکتر رابرت بروس افسر ارتش بریتانیا بود که در راه سفر به هندوستان با قحطی اصفهان در سال ۱۲۴۰ (خورشیدی) مواجه شد و از رفتن به لاهور و هندوستان صرف نظر کرد و این مدرسه و مرکز درمانی را در محله ارامنه در جلفا به وجود آورد. رابرت بروس در آن زمان بیش از هفت هزار لیره استرلینگ را به سوی مردم قحطی زده سرازیر نمود و با امدادهای درمانی هزاران ایرانی را از مرگ رهاند. بروس ناصرالدین شاه را در انگلستان قبل‌تر ملاقات و مقدمات کار و احداث مدرسه و خیریه و درمانگاه را در ایران فراهم کرده بود. پس از بروس، اسقف ادوارد استیورت، یا استوارت از نیوزیلند به ایران آمد و در سال ۱۲۷۲ کالج را از جلفا به خانه و باغ امین الشریعه که از افراد ثروتمند و شهیر اصفهانی بود درخیابان قدیمی امین التجار واقع در املاک و باغهای مابین نهر فرشادی و دارالحکومه (استانداری امروز) (نام کنونی: خیابان هشت بهشت) منتقل کرد. (نام کنونی کوچه مابین بیمارستان و کالج ادب برگرفته از نام قدیم اینک امین نام دارد). این اسقف در مدت ۱۷ سال مدرسه را اداره کرد تا در سال ۱۲۹۰ به انگلیس رفت و فوت شد. پس از اسقف استیورت آقایان الیس و واکر و ولینتن به ریاست رسیدند.
منابع تاریخی نشان می‌دهد مجوز تأسیس اولین مدرسه خارجی توسط دولت‌های اروپایی و میسیونرها برای تأسیس ادب امروزی چهل سال قبل‌تر برایشان صادر و ارسال شده بود و تأسیس این مدارس مرهون دور اندیشی امیرکبیر بود که بعد از سفر به روسیه و بازدید از سیستم نوین آموزشی، او را به فکر تأسیس و احداث دانشکده و مدرسه و کالج انداخت.
دبیرستان ادب یا همان کالج اسقفی یا کالج بروس یا کالج استوارت یا کالج انگلیسها یا کالج اصفهان یا مدرسه اسقف در بین سالهای ۱۲۴۰ تا ۱۲۴۹ به عنوان اولین دبیرستان یا کالج یا مدرسه نوین و مدرن و در جلفای اصفهان و در محله ارامنه افتتاح و تأسیس شد، که شامل مدرسه، بهداری، یک یتیم خانه کوچک ودر سال ۱۸۸۲، مدرسه حرفه ای مهارت‌های شغلی زنان را در زمینه بافندگی، کفش‌دوزی و خیاطی فراهم کردند و اولین مدرسه صنعتی ایران را در جلفای اصفهان راه اندازی کردند که با کمک پول ارسال شده از آلمان، بروس و همسرش هم به مسلمانان و هم به ارامنه خدمت می‌کردند و در بحث مدرسه دانش آموزان غیر ارمنی در سال ۱۲۴۸–۱۲۴۹ (۱۸۶۹–۱۸۷۰) رسماً انجام گرفت که ۳۵ نفر دانش آموز پسر غیرارمنی که غالباً از خانواده‌های اعیان و تجار بودند در اولین دبیرستان ایران ثبت نام شدند. در زمان قحطی همان دهه، رابرت بروس در آن زمان بیش از هفت هزار لیره استرلینگ را به سوی مردم قحطی زده سرازیر نمود و هزاران ایرانی را از مرگ رهاند. در حالی که مدرسه جورج جوزف دخترانه توسط خانم امیلی بروس همسر بروس اداره می‌شد تا اینکه در سال ۱۸۸۴ خانم ایزابلا رید از انجمن ترویج آموزش زنان در شرق به او پیوست. گفتنی است بروس ناصرالدین شاه را در انگلستان قبل تر ملاقات کرده بود و او را در احداث این مدارس و مراکز خیریه و بهداشتی درمانی متقاعد کرده بود. در آن زمان مدرسه‌های ایران به همان شیوه مکتب و مکتب خانه و اکابر اداره می‌شدند و از سال ۱۲۱۰ مجوز تأسیس و فعالیت مدارس و خیریه‌های درمانی و مدرسه بروس توسط دولت قاجار صادر شده بود، اما بیشتر این انجمنهای مذهبی اروپایی مسیحیان حال و هوای شرایط احداث و افتتاح مدارس را بخاطر تعصبات مذهبی ایران مهیا نمی‌یافتند یا محدود عمل می‌کردند. رابرت بروس و همسرش برای شروع در محله ارمنی‌ها جلفای اصفهان اولین مدرسه بروس و دومین مدرسه (جورج جوزف) و خیریه و درمانگاه را در محله ارمنی‌ها بنیان گذاشتند و دانش آموزان مسلمان وحتی فرزندان درباریان را نیز ثبت نام کردند ولی رسماً هیچ‌گاه اقدام به امور تبلیغی کلیسا نمی‌کردند
ملیت اسقف‌ها و خارجی‌ها عموماً در ایران اروپایی و اکثراً انگلیسی و فرانسوی و آمریکایی، اطریشی بودند و با اینکه هزینه‌های احداث این مدارس را پرداخت می‌کردند ولی در معماریهای ساختمان‌های احداثی معماری ایرانی و اسلیمی به آنها چنان از شگفتی غالب می‌شد که به نظر نمی‌رسد این دبیرستانها توسط خارجیها ساخته شده‌است و برگرفته از معماری ایرانی و اسلیمی نشات گرفته‌است هرچند که اثری از ساختمان‌های اولیه ادب و بهشت آیین وجود ندارد ولی تصاویر حکایت خودرا از آن دوران به نمایش می‌گذارند. در دبیرستان ادب طبق منابع تاریخی بیشتر ریشه‌های علمی و ادبی نوین مدارس اروپاییان پایه‌گذاری شد و هیچگاه نتوانستند مبلغان مسیحی اروپایی بر عقاید محصلان تأثیر گذار باشند جو مذهبی اجازه بروز به مبلغان را نمی‌داد هرچند که رابرت بروس به زبان فارسی کاملاً مسلط بود و حتی به فارسی زبانان انگلیسی آموزش می‌داد و مجوز تأسیس مدرسه و خیریه‌های پزشکی و درمانی در محله ارمنی‌ها و جلفای اصفهان از دولت قاجار توسط انجمنهای مذهبی کلیسا در سال ۱۲۱۰ اخذ شده بود ولی در امور آموزشی و فرهنگی و درمانی پیشرو بود.
ساختمان کالج در سال ۱۳۰۲ بازسازی شد و بیاد اسقف ادوارد استوارت ""اسقف استوارت مموریل کالج "" نامیده شد. این کالج دارای ۳۰ نفر هیئت علمی بود که ۲۰ نفر از آنها بریتانیایی بودند.

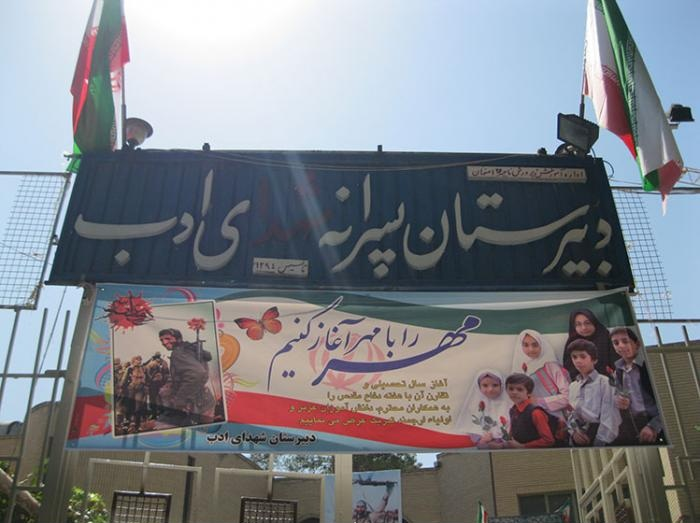

اسقف استیورت مموریل کالج در سال ۱۳۱۲ به دستور رضا شاه از نام استیورت مموریل کالج به دبیرستان ادب تغییر یافت. دبیرستان ادب و دبیرستان بهشت آیین و ده‌ها مدرسه دیگر طی قراردادی به مبلغ ۲۰۰۰۰ لیره استرلینگ به صورت اقساط به وزارت فرهنگ دولت شاهنشاهی واگذار گردید و سند رسمی تنظیم شده در سال ۱۳۱۹ در وزارت خارجه موجود است.
طبق امریه دولت ایران در سال ۱۳۱۹ که تمامی مدارس خارجی باید بسته شود پس از مذاکراتی دبیرستان ادب با اثاثه‌اش به دولت ایران فروخته شد و از آن به بعد تحت نظر مستقیم وزارت فرهنگ قرار گرفت. اسقف ویلیام جیمسون تامپسون (که قبلتر یک افسر سلطنتی بریتانیا بود) و آیلیف آخرین رؤسای دبیرستان بودند و تا سال ۱۳۱۹ (خورشیدی) که دبیرستان به وزارت فرهنگ منتقل شد در این مقام باقی بودند. در سال ۱۳۱۹ از طرف اداره فرهنگ که ریاست آن با  مهدی بیاتی بود منصور منصوری که یکی از کارمندان لایق و دانشمند فرهنگ بود به ریاست دبیرستان و حسین عریضی به عنوان معاون انتخاب شدند.

## گذری بر دهه نود تا کنون این دبیرستان
قبل از شروع دهه نود و با پایان یافتن دوره مدیریت مهندس قیصری، پوربافرانی، شیشه‌گر، دبیرستان ادب ۲ با دبیرستان ادب ۱ در تاریخ ۲/۳/۹۰ با هم ادغام و مجید پاکدل نیا به عنوان مدیر دبیرستان منصوب شد. در سنوات قبل از دهه ۹۰ دبیرستان ادب به دو قسمت شمالی و جنوبی تقسیم شده بود کلاسهای اول و دوم در قسمت جنوب و سوم و چهارم در قسمت شمال مدرسه تحصیل می‌کردند. در سال ۹۳ بهمن مؤمنی به عنوان مدیر دبیرستان معرفی شد و در سال ۱۴۰۰ بازنشسته شد، چندین ماه مدیریت و سرپرستی دبیرستان ادب عهده غلامعلی توکلی معاون دبیرستان ماندگار صارمیه (سمپاد) گذاشته شد، که نهایتاً بعد از هشت ماه مصطفی مهدیان (تنها شخص فرهنگی و دارای مدرک پسا دکترای ریاضی محض از دانشگاه تهران) در این مرکز علمی به عنوان مدیر دبیرستان منصوب شد ودر مهرماه ۱۴۰۲ فاندر دارای دکترای ریاضی محض و از استادان دانشگاه اصفهان و صنعتی  با سابقه معاونت آموزشی  متوسطه نواحی و اداره کل اصفهان، جایگزین مصطفی مهدیان شد . 

## ویژگیهای جغرافیایی دبیرستان ادب در قدیم
این دبیرستان به قدری وسعت داشته که از نهر فرشادی تا پشت مطبخ طوری از لحاظ معماری بنیان گذاشته شده بود که طبق عکسهای موجود زمین فوتبال بزرگ چمن در محوطه داشته وتیم فوتبال کالج ادب نیز قبل از تأسیس بسیاری از تیمهای مطرح فوتبال ایران زیرنظر مربیان انگلیسی تربیت می‌شدند و توجه خاصی به تربیت بدنی می‌شده و ادب با دارا بودن استخر و سایر امکانات ورزشی به صورت یک مجتمع کامل و شبانه‌روزی بوده و حتی در زمانی دبیرستان سعدی (تاسیس ۱۲۹۱ )در ادب ادغام و ساختمان آن به شهربانی تحویل شده‌است .

## تغییرات در اراضی مدرسه اسقفی و تغییر نام به (ادب)
طبق عکس‌های موجود گنبد مسجد شاه از دید و چشم‌انداز غرب به شرق به نظر در مرکز مدرسه رویت می‌شده ولی رفته رفته بعد از جنگ جهاتی و هجوم کشورهای متخاصم تغییراتی در اراضی و بافت شهری رخ می‌دهد و با رویکردی با احداث خیابان هشت بهشت در مقابل کاخ هشت بهشت رسماً از وسط زمین فوتبال کالج استیوارت یا همان دبیرستان ادب می‌گذرانند. البته قسمت باستانی اداره کل آموزش وپرورش اصفهان قسمتی باقیمانده از شمال دبیرستان ادب می‌باشد که معماری باستانی آن تقریباً تغییر نکرده‌است و در دهه ۸۰ به بعد تلاش شده حفظ شود. تغییرات متعدد شهرسازی و بیمارستان سازی در اطراف دارالحکومه شاه عباسی، در گذر زمان تحولات زیادی را به همراه داشته‌است. این مدرسه در دوره ای بعداز ادغام دبیرستان سعدی بیش از ۳ هزار نفر درآن تحصیل می‌کردند و به صورت شبانه‌روزی و دارای خوابگاه و مطبخ نیز بوده‌است و در میان سالهای ۶۰ تا ۹۰ نیز مدرسه در دو نوبت صبح و بعدازظهر و حتی شبانه اداره می‌شد و دارای محصلان زیادی بوده‌است
در سال ۱۳۱۲ در اولین جلسه شورای عالی وزارت فرهنگ ایران به دستور رضا شاه، نام «استیورت مموریل کالج» یا «کالج انگلیسها» یا «کالج استیوارت» یا همان کالج ۱۰۰ جریبی یا مدرسه اسقف را به اسم فارسی الزام به تغییر داد و «دبیرستان ادب» نام نهاد و منصور منصوری و سپس بدرالدین کتابی از فرهنگیان وزارت فرهنگ، مدیریت مدرسه را در سالهای بعدی (۱۳۱۹)به عهده گرفتند. ودر اصل در سه مرحله دولت وقت مدارس که با مجوز به فرانسوی‌ها انگلیسها و آمریکاییها و روسها و اتریشی‌ها و ایتالیایی‌ها و… که غالباً مبلغان کاتولیک و ارتدوکس از زمان قاجاریه فعالیت می‌کردند ابتدا به تغییر نام آنها اقدام کرد و در برهه ای آنها را دستور به تعطیلی و تعطیل کرد و در آخر آنها را خریداری و تملک و به وزارت فرهنگ سپرد و حتی دستور داد مدیران این مدارس باید ایرانی و دانشمند و ادیب باشند

## ساختمانهای دبیرستان ادب
کارهای آموزشی میسیون‌ها و مبلغین کلیسای پروتستان انگلستان در ربع اول قرن نوزدهم در جنوب ایران، با تأسیس مدارس دخترانه و پسرانه در جلفای اصفهان آغاز شد و مجوز تأسیس مدارس خارجی و شفاخانه‌ها عموماً در دهه اول قرن دوازدهم صادر شده که اغلب برای شهرهای اصفهان، تهران، تبریز، همدان، کرمانشاه، شیراز، بوشهر به چشم می‌خورد.
در سال ۱۲۷۳ اسقف استیورت مدرسه را از جلفا به خانهٔ امین الشریعه واقع در شمال نهر فرشادی منتقل کرد. در سال ۱۳۰۱ شمسی اسقف ویلیام جیمسون تامپسون نسبت به ساخت عمارت شبانه‌روزی آن اقدام نمود. مدرسه با حدود ۲۵ محصل غیر ایرانی و داشتن عمارت کوچک کتابخانه و قرائت‌خانه به کار خود ادامه داد وبعدها با توسعه زیر ساختها، ابنیه‌هایی در زمین‌های مدرسه اسقفی یا همان باغ اسقفی ساخته و تکمیل شد.
استخر ادب
تالار ادب
کلوپ ورزشی ادب
ساختمان اداری ادب
پژوهش‌سرای ادب
آزمایشگاه ادب
مطبخ ادب
کارگاه ادب
کتابخانه ادب
قرائت خانه
کارگاه خط و نقاشی
زمین فوتبال
زمین هوکی (هاکی)
بخشهایی از دبیرستان ادب هستند که به تدریج و مرور زمان از دبیرستان ماندگار ادب جدا نموده‌اند و حتی تالار ادب این دبیرستان از دبیرستان جدا شده‌است. معلمان خارجی و هیئت علمی این کالج در قدیم عموماً در همین کالج زندگی می‌کردند و از شیرخوارگاه و مهد و کودکستان و دبستان تا دبیرستان در همین مجموعه کالج سکنی داشتند و به صورت شبانه‌روزی اداره می‌شد.
از زمانی که امین الشریعه که فرد متدین و مدرن و خیرخواه و فرنگ رفته با اهداف خیرخواهانه منزل و باغ خود را به استیوارت داد توسعه ورزشهایی مثل فوتبال و هاکی و شنا و… در این کالج ایجاد شد. به نوعی کالج ادب را به اولین کالج دارای تربیت بدنی به سبک مدرن اروپایی در مرکز ایران در زمان قاجار مبدل کرده و اولین زمین فوتبال ایران در زمان قاجاریه محسوب می‌شود که در دهه ۳۰ بخش بزرگی از این زمین و مدرسه به خیابان هشت بهشت تبدیل شد.

## مدیران
رابرت بروس، الیس، واکر ، لینتن، اسقف استوارت، اسقف ویلیام جیمسون تامپسون، ایلیف، منصور منصوری، بدرالدین کتابی، حسین عریضی، ابراهیم هورفر، ابراهیم نیلفروشان، حسین مصاحبی، رضا سیدالاسلامی، تقی بهدادفر، حسام قاضی، حسینعلی بهدادفر، سید مجید عاملیان، علیرضا مجلسی، ناصر منوچهری، مهندس حسن قیصری، شیشه‌گر، محمد علی پوربافرانی (مدیر فعلی دبیرستان هراتی)، دکتر  پاکدل نیا (معاون ناحیه دو اصفهان )، بهمن مؤمنی، (در اواسط سال ۱۴۰۰ دکتر غلامعلی توکلی به عنوان مدیر و سرپرست و بعداً قائم مقام و مقام ارشد دبیرستان شد  سپس دکتر مصطفی مهدیان ودکتر محمود فاندر مدیر شدند

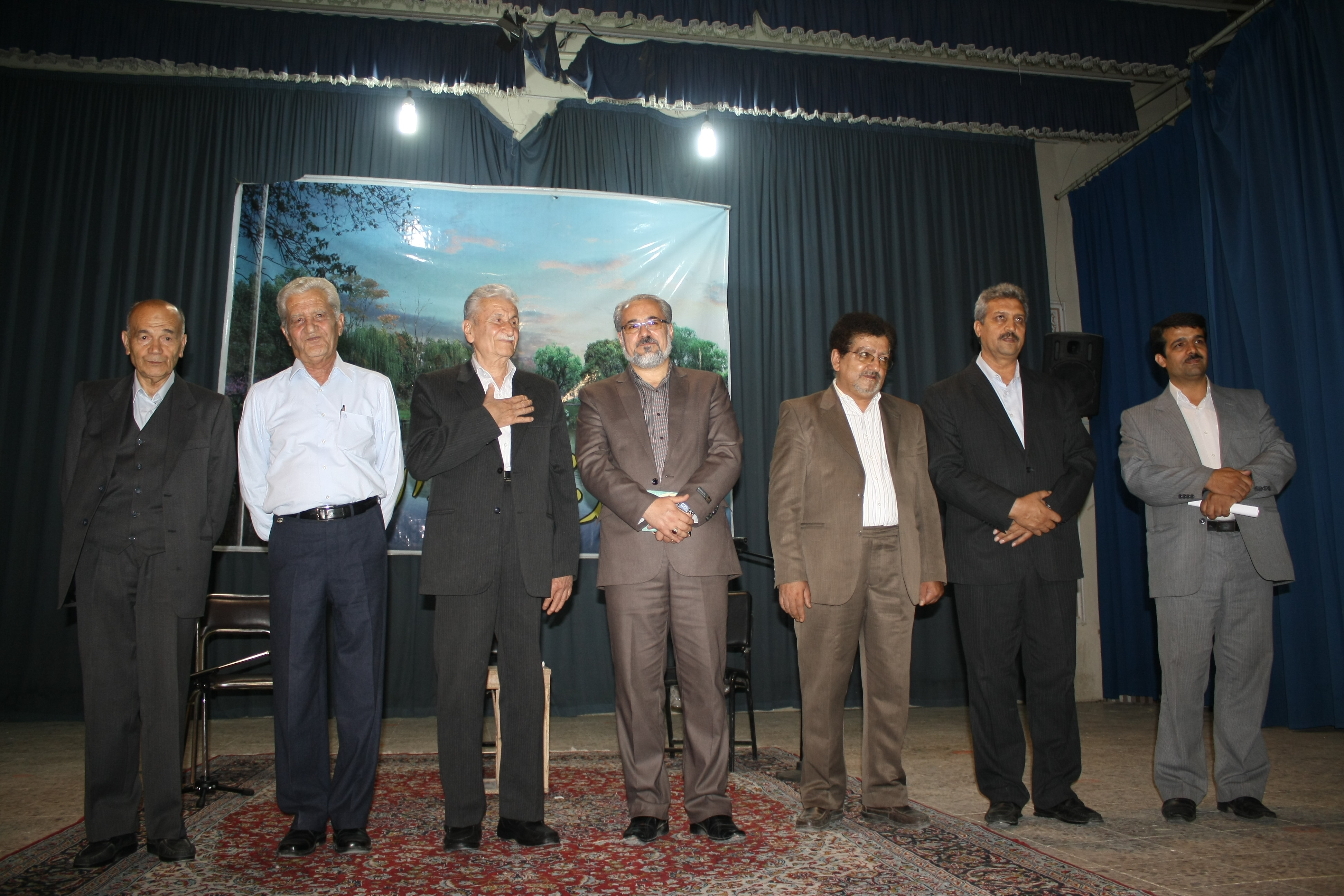
چند تن از مدیران قدیمی دبیرستان ادب

## گردهمایی دانش آموختگان
اردیبهشت هر سال، کارکنان و فارغ التحصیلان قدیمی دبیرستان، گرد هم می‌آیند و با بیان خاطرات گذشته، یاد آن دوران را گرامی می‌دارند. ضمناً این جشن از ساعت ۵ بعد از ظهر آخرین پنجشنبه اردیبهشت هرساله رسماً  آغاز می‌گردد و  از طریق وبسایت دبیرستان ادب  اطلاعات تکمیلی در فروردین ماه به اطلاع می‌رسد.
سلام